# اسحبني إلى الجحيم (فلم)
الفلم من إنتاج 2009 وهو من أفلام الرعب ومن إخراج سام رايمي

## القصة
تتحدث قصة الفلم عن فتاة تدعى «كريستين براون» تعمل في بنك وتريد دائما إرضاء مدير عملها لتحصل على منصب المدير المساعد، تدخل عليها في إحدى الأيام امرأة عجوز تطلب مد فترة تسديد قرضه لتسديد أجر بيتها، لكن ترفض «كريستين» إعطاء السيدة العجوز مهلة أخرى وذلك لتثير إعجاب مدير عملها، لكن هذه العجوز تكون مشعوذة لذا عقاباً لكريستين لعدم تعاطفها مع وضع العجوز تسلط المشعوذة لعنة على كريستين تستمر لمدة ثلاث أيام حتى تسيطر على روحها.
في محاولتها للتخلص من اللعنة تقوم كريستين بزيارة مرشد روحاني الذي يحاول مساعدتها على التخلص من اللعنة عن طريق التخلص من روح اللاميا في جسد اضحية لكن بعد فشل هذه الطريقة يقترح المرشد على كريستين إهداء اللعنة لشخص آخر لكنها تفشل مرة أخرى فتتمكن منها روح اللاميا التي تاخدها إلى الجحيم.

## وصلات خارجية
- مقالات تستعمل روابط فنية بلا صلة مع ويكي بيانات
- الموقع الرسمي للفلم
- صفحة الفيلم على موقع قاعدة بيانات الأفلام على الإنترنت
- إعلان الفلم على يوتيوب